# Ліпосома

Схема фосфоліпідної ліпосоми в водному розчині.

Ліпосома — кулеподібне утворення (близько 100 нм у діаметрі), що має подвійний ліпідний шар. Ліпосоми мають порожнину в середині, яка зазвичай заповнена розчинником (водою), але може використовуватись для доставки різноманітних речовин (скажімо, ліків) у клітини.
Мембрани зазвичай складаються з фосфоліпідів, амфіфільні молекули яких самоорганізовуються в бішари, залишаючи оберненими до води лише полярні кінці.
Схожа структура й клітинних мембран.
Назва походить з грецької (ліпос — жир + сома — тіло).

## Застосування
- Доставка ліків та інших речовин у клітину
- Як модельні системи

## Приготування ліпосом
В найпростішому варіанті розчин ліпіду в хлороформі переносять в колбу і упарюють. Отриману тонку плівку змочують буферним розчином й агресивно перемішують протягом години (з перервами). Далі, якщо потрібно отримати ліпосоми однорідного діаметра, отриманий розчин фільтрують через дрібнопористу мембрану (напр. 100нм) кілька разів. 